# 拉格蘭奇 (印地安納州)
拉格蘭奇（英語：LaGrange）是一個位於美國印地安納州拉格蘭奇縣的城市。根據2010年美國人口普查，該地人口為2625人，而該地的面積約為4.62平方千米。同時該地也是拉格蘭奇縣的縣治。

## 地理
拉格蘭奇的座標為41°38′37″N 85°25′02″W / 41.64361°N 85.41722°W，而該地的平均海拔高度為284米（即932英尺）。